# Pétfürdő
Pétfürdő (ehemals Pét) ist eine ungarische Großgemeinde im Kreis Várpalota im Komitat Veszprém.

## Geografische Lage
Pétfürdő liegt ungefähr 17,5 Kilometer nordöstlich des Komitatssitzes Veszprém und 4,5 Kilometer südwestlich der Kreisstadt Várpalota an dem Fluss Péti-víz. Nachbargemeinden sind Ősi, Berhida und Öskü. Das nordöstliche Ufer des Balaton befindet sich ungefähr in 13 Kilometer Entfernung.

## Geschichte
Seit 1082 wurde der Ort schriftlich unter den Namen Pét, Peyt oder Péth erwähnt und beschrieben als ein Dorf an einem gleichnamigen Fluss mit Wassermühlen. In den schriftlichen Erwähnungen ging es hauptsächlich um Mühlenrecht und Streitigkeiten, die durch Wasseraufstauungen an den Wassermühlen verursacht wurden. Im 13. Jahrhundert wurde die erste Kirche eingeweiht, die Johannes dem Täufer (Keresztelő Szent János) gewidmet war. Im 15. Jahrhundert befestigte Lőrinc Újlaki den Ort zu einem Burgschloss. Um 1580 war der Ort bedingt durch die Türkenkriege fast vollständig entvölkert und wurde erst hundert Jahre später wieder neu besiedelt. 1704 schlug General Heister im Ort sein Lager auf, um von dort aus die Stadt Veszprém durch Niederbrennen zu vernichten. 1716 wurde eine Thermalquelle sowie der Bau eines Badehauses, eines Schwimmbeckens und eines Gasthauses erwähnt. 1828 hatte der Ort nur 32 Einwohner. Die Entwicklung des Ortes nahm eine neue Richtung, als in den 1860er Jahren die Heilwirkung des Thermalwassers entdeckt und genutzt wurde. Bei der Volkszählung von 1910 wurden 207 Einwohner ermittelt. Im Ortsnamenregister wurde der heutige Name erstmals 1913 erwähnt. Aufgrund der Thermalquellen wurde Pét in Pétfürdő umbenannt. In den 1930er Jahren entstanden große Ammoniak- und Düngemittelfabriken, die in den 1960er und 1970er Jahren noch erweitert wurden. Die Einwohnerzahl der Stadt erreichte 1980 ihren Höhepunkt. Damals lebten in Pétfürdő etwas mehr als 6000 Menschen und die Zahl der Fabrikarbeiter lag bei knapp 4000. Zwischen 1951 und 1997 war der Ort ein Bezirk der Stadt Várpalota. Nach einer Volksabstimmung wurde Pétfürdő 1997 wieder eine eigenständige Gemeinde, später dann Großgemeinde. In der Fabrik Nitrogénművek Zrt. wird heutzutage fast die Hälfte der inländischen Düngemittel hergestellt. Seit 1997 ist Éva Horváth ohne Unterbrechung Bürgermeisterin der Großgemeinde.

## Sehenswürdigkeiten
- Römisch-katholische Kirche Szent László, erbaut 1940 nach Plänen von István Pázmándy und Ferenc Pál im neugotischen Stil; in der Kirche befindet sich eine bemalte Kassettendecke
- Skulptur Faültetők (Baumpflanzer), erschaffen 1971 von Lenke R. Kiss
- Trianon-Denkmal
- Weltkriegsdenkmal (zum Gedenken an die Opfer der Bombardierung während des Zweiten Weltkriegs), erschaffen 1994 von István Lendvai

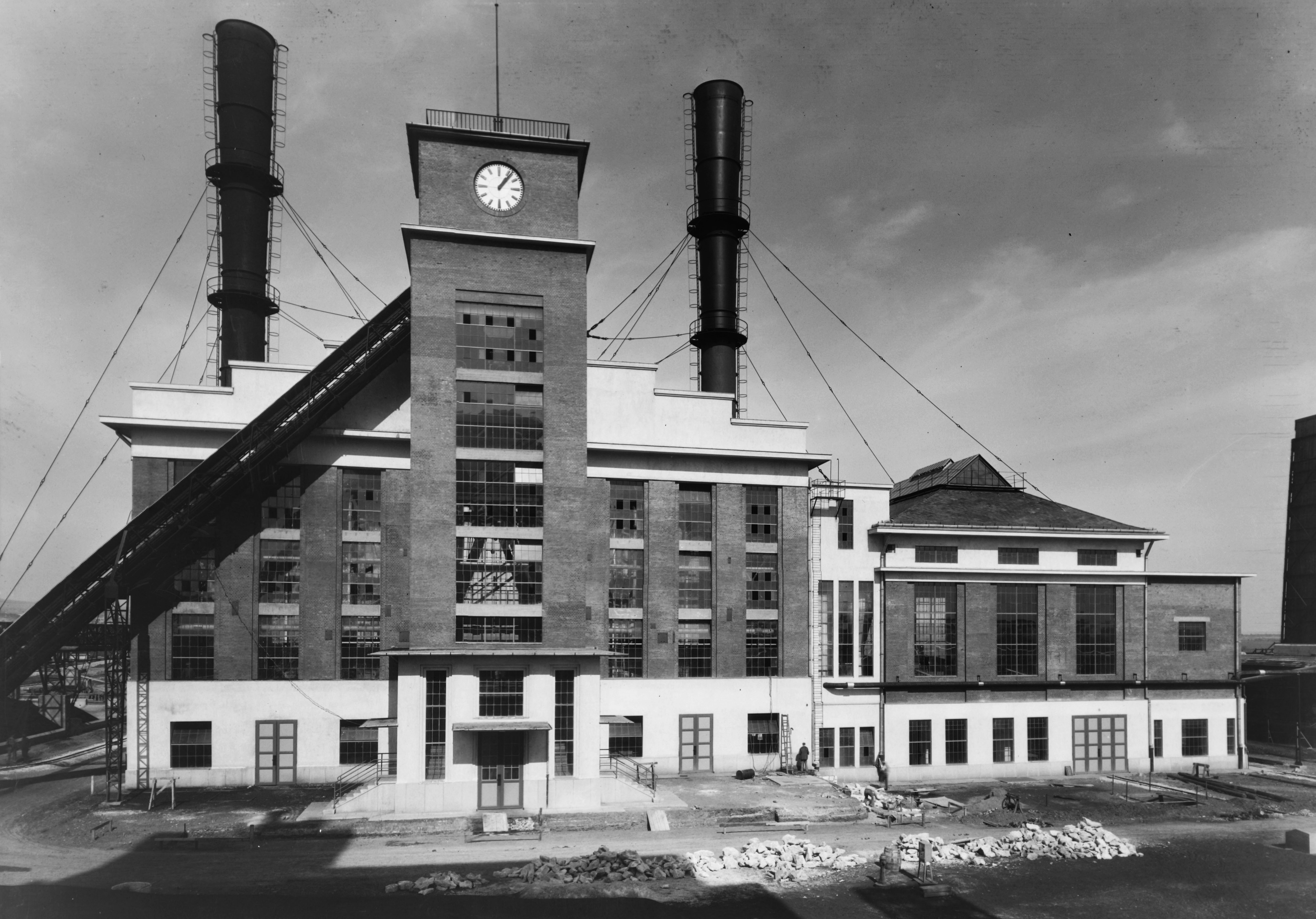
Düngemittelfabrik Péti Nitrogén Műtrágyagyár Rt. (1940)
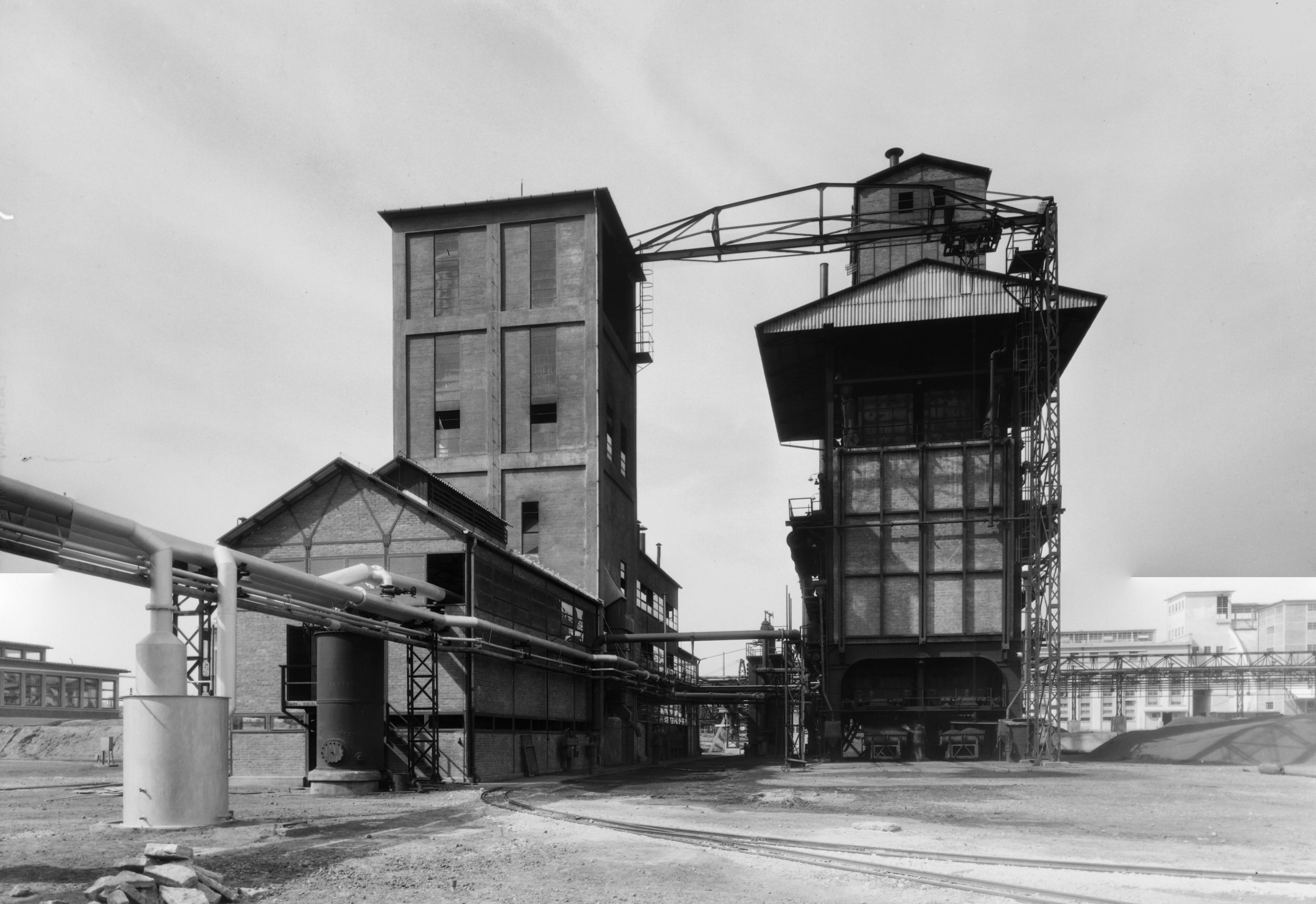
Düngemittelfabrik Péti Nitrogén Műtrágyagyár Rt. (1940)
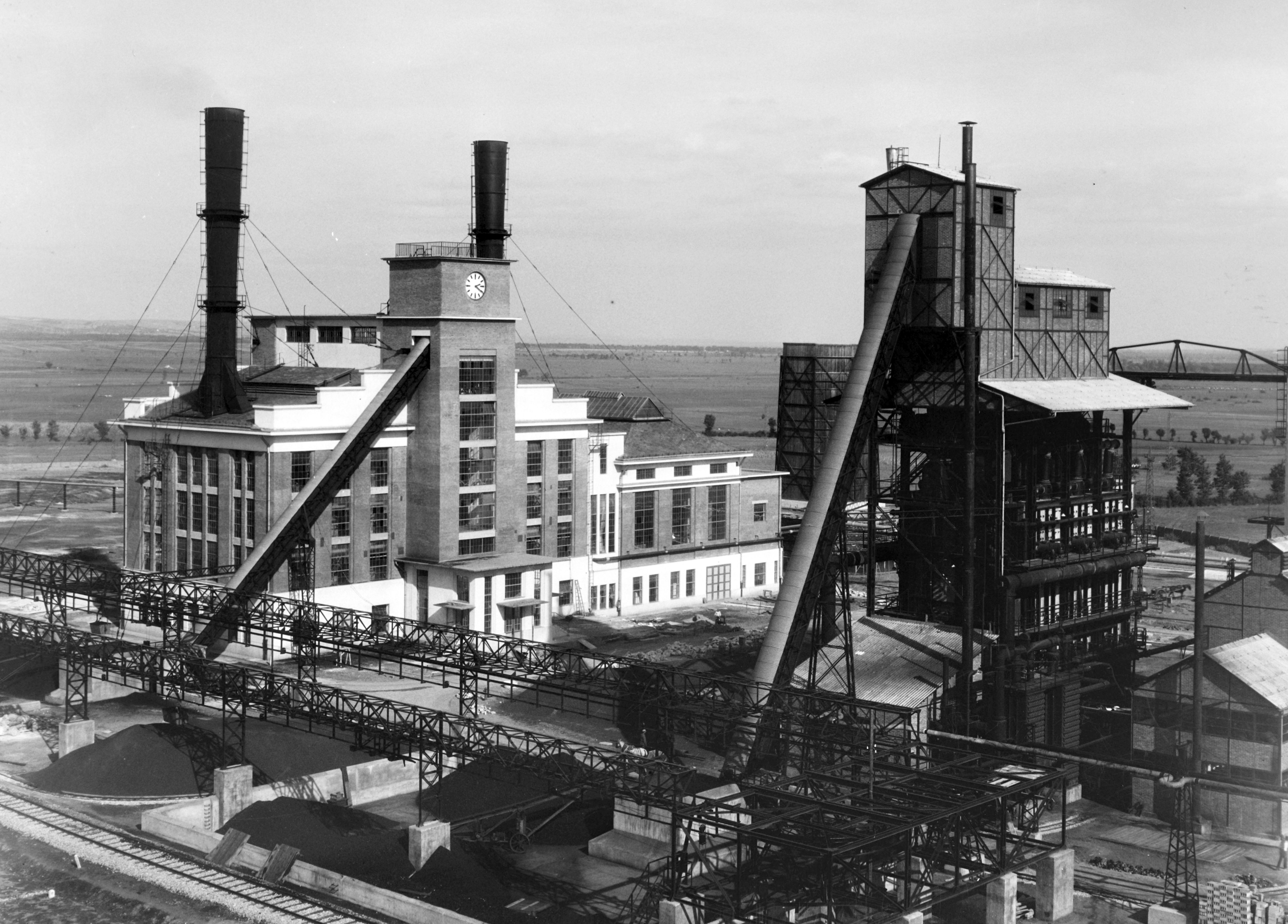
Düngemittelfabrik Péti Nitrogén Műtrágyagyár Rt. (1940)
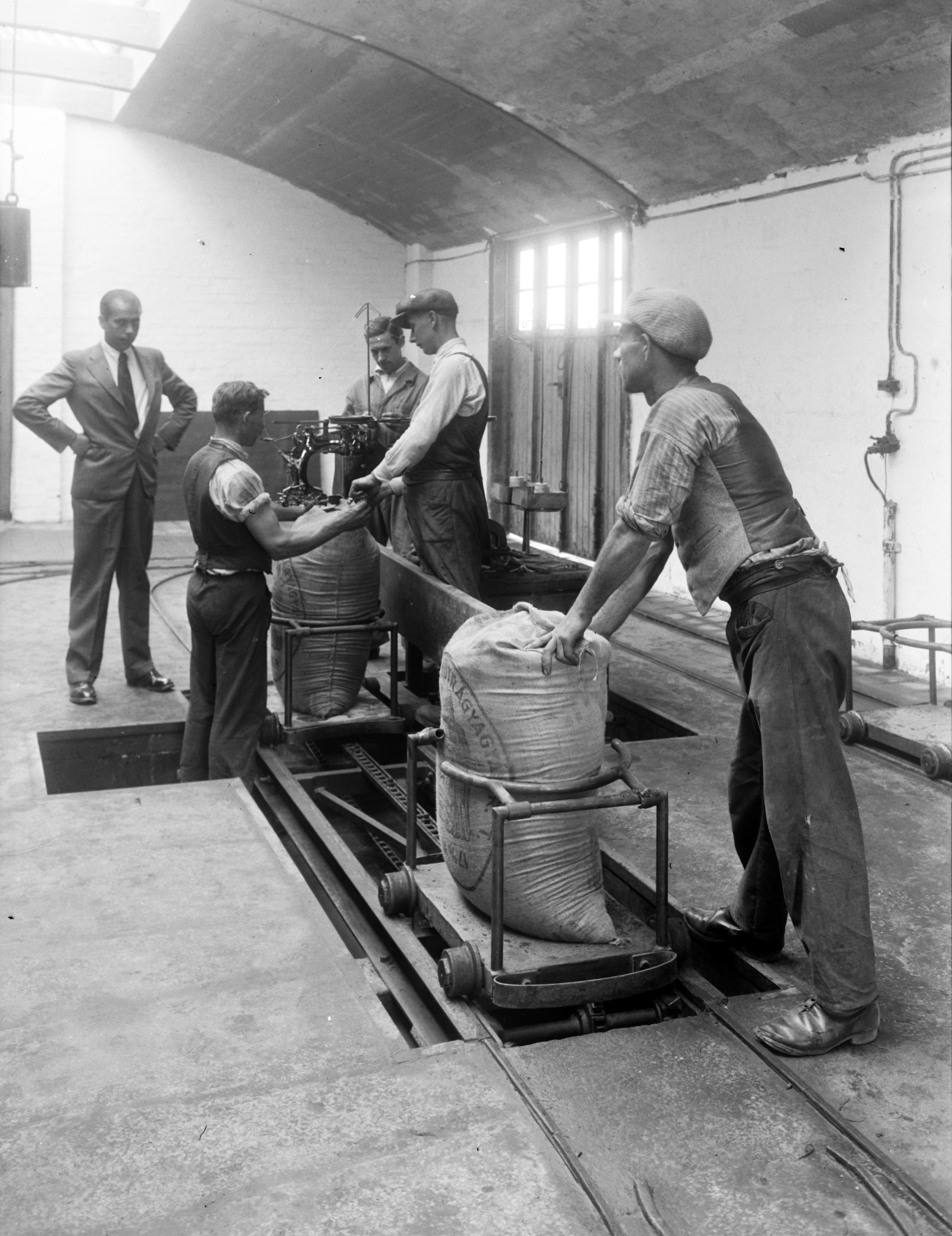
Arbeiter in der Düngemittelfabrik (1940)
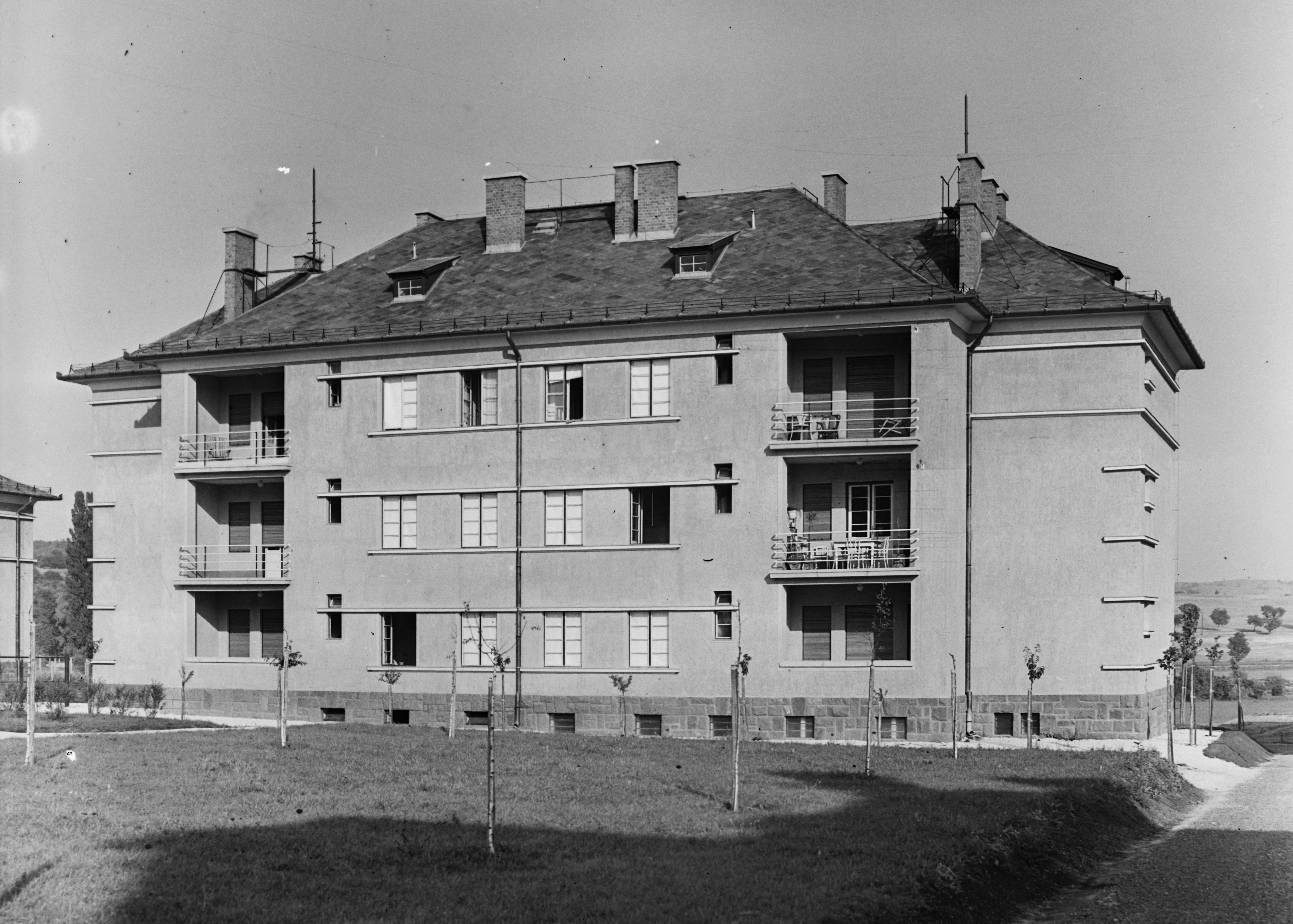
Hősök tere (Wohnsiedlung der Fabrik, 1940)
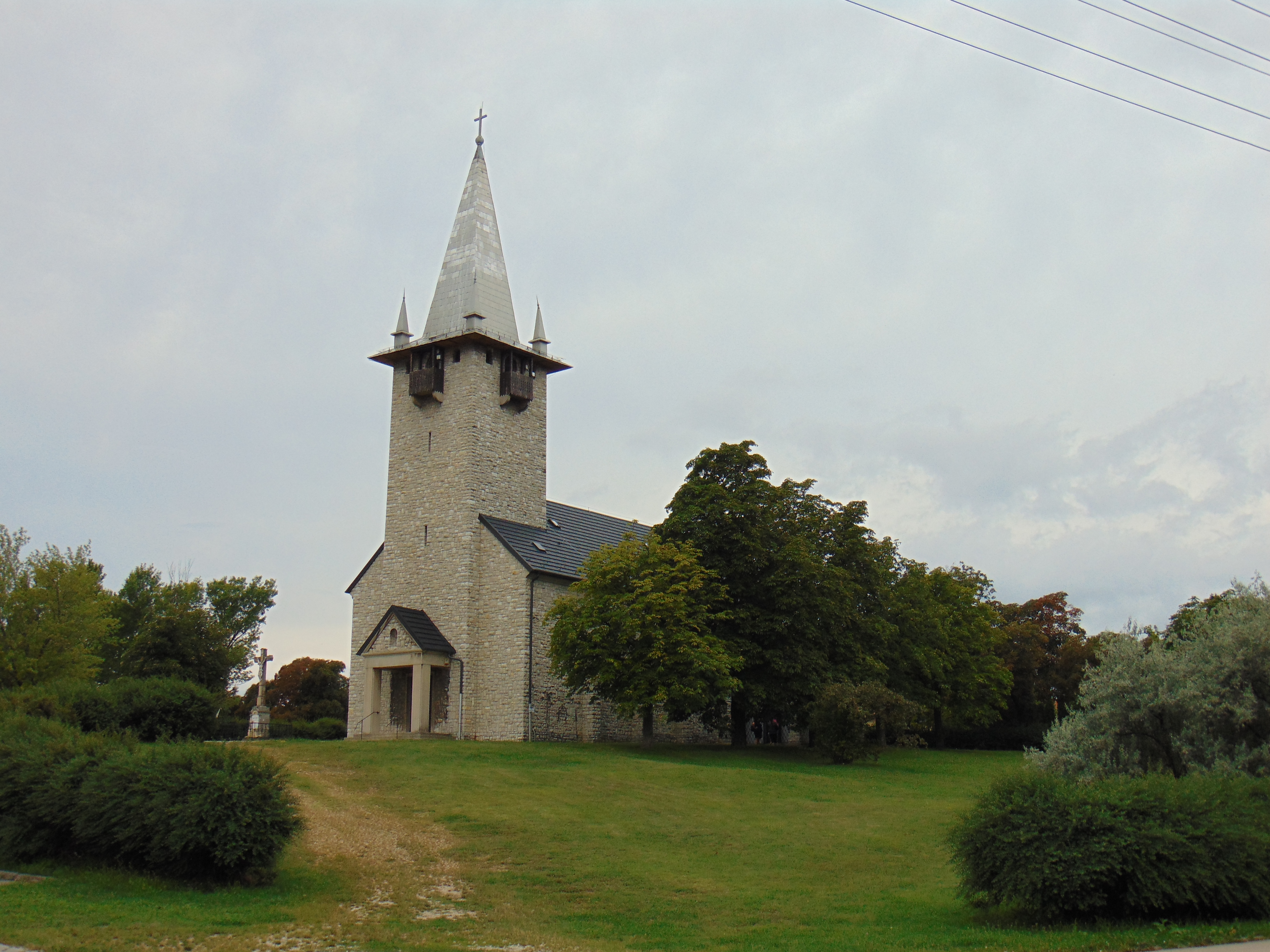
Römisch-katholische Kirche Szent László
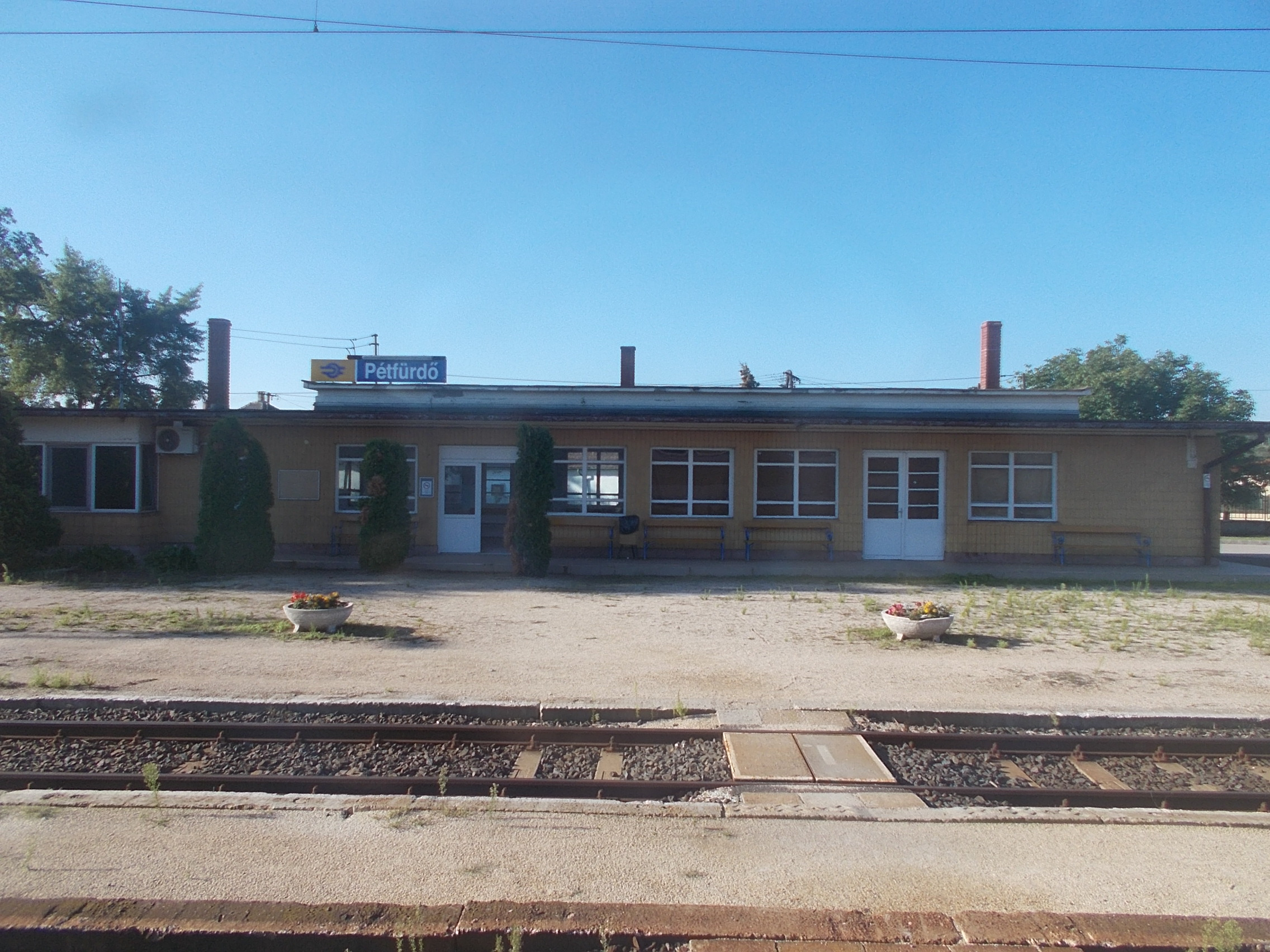
Bahnhof Pétfürdő

## Verkehr
Durch Pétfürdő verläuft die Landstraße Nr. 7207, nördlich des Ortes die Hauptstraße Nr. 8. Es bestehen Busverbindungen in alle umliegenden Gemeinden sowie Zugverbindungen zum Budapester Südbahnhof sowie nach Szombathely und Zalaegerszeg.